# Массальский, Павел Владимирович
Па́вел Влади́мирович Масса́льский (22 августа (4 сентября) 1904, с. Липяги — 15 декабря 1979, Москва) — советский актёр театра и кино, один из ведущих педагогов Школы-студии МХАТ. Народный артист СССР (1963). Лауреат Сталинской премии первой степени (1952).

## Биография
Павел Массальский родился в усадьбе Липяги Скопинского уезда Рязанской губернии (ныне Милославский район Рязанской области) в семье обедневших дворян Владимира Ивановича и Елизаветы Владимировны Массальских. Его родители принадлежали к московской интеллигенции, отец работал юристом.
Павел обучался в московской гимназии В. С. Нечаева, которую впоследствии слили с женской гимназией М. Г. Брюхоненко. Там он встретил Татьяну Шаляпину, дочь Фёдора Шаляпина и свою первую любовь; вскоре он познакомился и с самим артистом, став близким другом семьи. Октябрьскую революцию они встретили в Ялте, где Массальский некоторое время вынужденно учился в местной гимназии, затем вернулся в Москву.
С 1918 года посещал драматическую студию имени Ф. И. Шаляпина, после учился в Театральной студии под руководством Юрия Завадского. В 1925 году по окончании студии был принят в труппу Московского Художественного театра (МХАТ). Первая роль — князь Дмитрий Шуйский в пьесе «Царь Фёдор Иоаннович».
Актёр обладал прекрасными внешними данными, врождённым обаянием и артистизмом, нотками барской вальяжности, стремился к характерности создаваемых им на сцене образов. С успехом исполнял роли в произведениях классических и современных драматургов.
В 1934 году состоялась премьера спектакля «Пиквикский клуб» по Чарльзу Диккенсу, где Массальский сыграл роль Джингля, которую очень любил; записей спектакля не сохранилось, однако впоследствии эту роль весьма похоже исполнил ученик Массальского Олег Басилашвили.
В кино впервые снялся в 1927 году, но известность ему принесла роль американского антрепренёра немецкого происхождения Франца фон Кнейшица, главного антагониста в комедии Григория Александрова «Цирк» (1936). Как вспоминала потом Любовь Орлова, Массальский просил убрать сцену, где его герой бьёт героиню Орловой, потому что «рука не поднимается ударить Любовь Петровну». Во время съёмок Александров шутил, что теперь Массальскому не играть положительных персонажей, и оказался прав: после «Цирка» его приглашали только на роли негодяев, о чём он жалел под конец жизни, хотя сниматься очень любил.
В 1941 году в первые дни Великой Отечественной войны МХАТ был с гастролями в Минске. Труппе пришлось срочно покидать город пешком и неделю добираться до Москвы; затем театр был эвакуирован в Саратов, а после — в Алма-Ату. Там в 1944 году Массальский снялся в фильме Сергея Эйзенштейна «Иван Грозный» в роли польского короля Сигизмунда. После чего у него больше не было в кино ни одной значительной роли.
С 1947 года вёл педагогическую работу в Школе-студии МХАТ, с 1961 года — профессор. В 1970 году стал заведовать кафедрой актёрского мастерства. Среди его учеников были Евгений Евстигнеев, Владимир Высоцкий, Татьяна Доронина, Михаил Козаков, Олег Басилашвили, Борис Щербаков, Виктор Сергачёв, Авангард Леонтьев, Александр Балуев, Геннадий Ялович, Виллор Кузнецов, Виктор Мархасев, Владимир Поболь и другие.
«Большим счастьем» называл роль автора в спектакле 1952 года «Воскресенье» по Льву Толстому, которую до него исполнял Василий Качалов и которая, по словам последнего, была труднее, чем Гамлет. В 1960 году Массальский сыграл председателя суда в фильме по мотивам романа, а в 1978 году на Центральном телевидении в цикле «Театр одного актёра» записал главы из романа в фильме «Л. Н. Толстой. К 150-летию со дня рождения. „Воскресение“. Исполняет Павел Массальский».
Массальский был доброжелательным человеком, мог пошутить, иногда озорно. Обладал отменным вкусом и всегда элегантно одевался. Сосед по даче в Снигирях, певец Иван Козловский, вспоминал, что многие мхатовцы-мужчины носили одинаковые элегантные галстуки, подаренные Константином Станиславским, считавшим, что артисты внешне должны быть привлекательны всегда, не только на сцене.

Могила Массальского на Новодевичьем кладбище Москвы

Всю свою жизнь был дружен с сыновьями Фёдора Шаляпина — Борисом и Фёдором, каждый раз при приезде кого-то из них в СССР устраивал им тёплые встречи. На протяжении многих лет вёл дневники, о которых до его смерти не знали даже родные; в них он много писал о театре и коллегах, подводил итоги жизни. Болел за московский футбольный клуб «Спартак».
Очень переживал смену поколений в театре, уход старых актёров и приход на пост главного режиссёра Олега Ефремова, своего ученика, который не давал ему больших ролей и не прислушивался к его трактовкам.
Умер Павел Владимирович Массальский 15 декабря 1979 года в Москве. Попрощаться с ним пришли множество актёров, учеников и зрителей. Олег Ефремов произнёс короткую речь, которую закончил словами «Я постараюсь быть таким же благородным, каким были Вы…». Похоронен на 4-м участке Новодевичьего кладбища.

### Семья
Бабушка — Александра Павловна Массальская (1849—1918), дворянка.
Отец — Владимир Иванович Массальский (1874—1943), юрист.
Мать — Елизавета Владимировна Массальская (1875—1929).
Жена — Ная Александровна Массальская (1906—2003).

## Творчество

### Роли в театре
- 1925 — «Царь Фёдор Иоаннович» А. К. Толстого — Рында и князь Дмитрий Шуйский
- 1926 — «На всякого мудреца довольно простоты» А. Н. Островского — человек Мамаева
- 1927 — «Царь Фёдор Иоаннович» А. К. Толстого — князь Андрей Шуйский
- 1927 — «Сёстры Жерар» В. З. Масса — Роже де Линьер
- 1927 — «Бронепоезд 14-69» Вс. В. Иванова — Канадский солдат
- 1928 — «Битва жизни» по Ч. Диккенсу — Альфред Гитфельд
- 1928 — «Елизавета Петровна» Д. П. Смолина — Пётр II и Иван Долгорукий
- 1929 — «Дни Турбиных» М. А. Булгакова — Николка
- 1930 — «Квадратура круга» В. П. Катаева — Емельян Черноземный
- 1930 — «Взлёт» Ф. А. Ваграмова — Горшанов
- 1930 — «Наша молодость» С. Карташова — Лясковский
- 1931 — «Наша молодость» С. Карташова — Безайс
- 1932 — «Страх» А. Н. Афиногенова — Кастальский
- 1933 — «Хозяйка гостиницы» К. Гольдони — Фабрицио
- 1934 — «Егор Булычов и другие» М. Горького — Алексей Достигаев
- 1934 — «Пиквикский клуб» по Ч. Диккенсу — Джингль
- 1935 — «Чудесный сплав» В. М. Киршона — Петя
- 1936 — «Любовь Яровая» К. А. Тренёва — Елисатов
- 1937 — «Воскресение» по Л. Н. Толстому — прокурор Бреве
- 1938 — «Мёртвые души» по Н. В. Гоголю — Манилов
- 1938 — «Безумный день, или Женитьба Фигаро» П. Бомарше — граф Альмавива
- 1938 — «Горе от ума» А. С. Грибоедова — Алексей Степанович Молчалин[16]
- 1938 — «Анна Каренина» по Л. Н. Толстому — граф Александр Вронский
- 1939 — «На дне» М. Горького — Барон[16]
- 1940 — «Анна Каренина» по Л. Н. Толстому — граф Алексей Кириллович Вронский
- 1940 — «Школа злословия» Р. Шеридана — Чарльз Сэрфес
- 1941 — «Три сестры» А. П. Чехова — Николай Львович Тузенбах
- 1943 — «Последние дни» М. А. Булгакова — Дантес
- 1943 — «Русские люди» К. М. Симонова — Панин
- 1945 — «Идеальный муж» О. Уайльда — лорд Горинг
- 1947 — «Русский вопрос» К. М. Симонова — Гарри Смит
- 1947 — «Алмазы» Н. А. Асанова — Нестеров
- 1949 — «Поздняя любовь» А. Н. Островского — Николай
- 1951 — «Плоды просвещения» Л. Н. Толстого — Василий Леонидыч
- 1952 — «Воскресение» по Л. Н. Толстому — От автора
- 1954 — «Лермонтов» Б. А. Лавренёва — Николай I
- 1956 — «Осенний сад» Л. Хеллман — Николас Динери
- 1957 — «Мария Стюарт» Ф. Шиллера— граф Лейстер
- 1958 — «Вишнёвый сад» А. П. Чехова — Леонид Андреевич Гаев
- 1958 — «Три сестры» А. П. Чехова — Александр Игнатьевич Вершинин
- 1960 — «Чайка» А. П. Чехова — Борис Алексеевич Тригорин[16]
- 1961 — «Идеальный муж» О. Уайльда — Роберт Чилтерн
- 1962 — «Убийца» И. Шоу — Вокэн
- 1963 — «Без вины виноватые» А. Н. Островского — Григорий Львович Муров
- 1964 — «Зима тревоги нашей» по Дж. Стейнбеку — Итен Хоули
- 1964 — «Кремлёвские куранты» Н. Ф. Погодина — Глаголев
- 1968 — «Дни Турбиных» М. А. Булгакова — Гетман всея Украины
- 1968 — «Враги» М. Горького — Захар Бардин
- 1968 — «Жил-был каторжник» Ж. Ануйя — Людовик
- 1969 — «Царская милость» К. Зидарова — Фердинанд I, царь болгарский
- 1971 — «Потусторонние встречи» по Л. В. Гинзбургу — Альберт Шпеер
- 1973 — «Идеальный муж» О. Уайльда — лорд Кавершем
- 1973 — «На всякого мудреца довольно простоты» А. Н. Островского — Иван Иванович Городулин.[16]
- 1974 — «Последние дни» М. А. Булгакова — Николай I
- 1975 — «Сладкоголосая птица юности» Т. Уильямса — Босс Финли
- 1976 — «Соло для часов с боем» О. Заградника — инспектор Мич
- 1977 — «Чеховские страницы» по А. П. Чехову — Шипучин
- 1978 — «Мёртвые души» по Н. В. Гоголю — Губернатор

### Фильмография
1. 1927 — Солистка его величества — Зубов, корнет[17]
2. 1936 — Цирк — Франц фон Кнейшиц
3. 1937 — Гаврош — Монпарнас, вор
4. 1937 — Наш цирк (корреспондент, фильм-концерт) — Франц фон Кнейшиц[18]
5. 1937 — Граница на замке — пан Казимир
6. 1938 — Борьба продолжается — корреспондент
7. 1939 — Высокая награда — корреспондент иностранной газеты
8. 1943 — Лермонтов — Николай Мартынов
9. 1945 — Иван Грозный — Сигизмунд, польский король
10. 1945 — Без вины виноватые — Петя Миловзоров
11. 1949 — Сталинградская битва — американский журналист
12. 1951 — Незабываемый 1919-й — Вадбольский, полковник
13. 1961 — Воскресение — председатель суда
14. 1961 — Алые паруса — Лионель Грей
15. 1961 — Академик из Аскании — Юрий Дмитриевич Веригин, профессор Петровской академии
16. 1963 — Теперь пусть уходит — сэр Джеффри Брок
17. 1964 — Гранатовый браслет — Его превосходительство, начальник Желткова
18. 1965 — Как вас теперь называть? — генерал фон Рогге
19. 1966 — Старшая сестра — Павел Владимирович, член приёмной комиссии

### Режиссёр
- 1973 — Царская милость (фильм-спектакль)

### Телеспектакли
1. 1952 — Школа злословия — Чарльз Сэрфес
2. 1952 — На дне — Барон
3. 1953 — Анна Каренина — Алексей Кириллович Вронский
4. 1966 — Гравюра на дереве — Эрнест Эрнестович
5. 1971 — Заговор — Джордан Лимен, президент США
6. 1972 — Враги — Захар Бардин
7. 1972 — Час жизни — генерал
8. 1973 — Царская милость — Фердинанд I, царь Болгарии
9. 1976 — Мария Стюарт — Роберт Дадли, граф Лестер
10. 1976 — На всякого мудреца довольно простоты — Иван Иванович Городулин
11. 1977 — Чеховские страницы (новелла «Юбилей») — Шипучин
12. 1978 — Сладкоголосая птица юности — Босс Финли

### Участие в фильмах
- 1975 — О нашем театре (документальный)

## Отзывы современников
Виталий Вульф вспоминал о Массальском:

«Красивый, роскошно одетый, любил выпить, боялся своей жены, Найи Александровны, превосходно преподавал в Школе-студии МХАТа, был заведующим кафедрой актёрского мастерства. <…> В годы, когда Ефремов возглавил МХАТ, Массальский играл немного, на своего бывшего ученика был обижен и в отличие от Прудкина никогда не поддерживал Ефремова. С Прудкиным они часто играли одни и те же роли, но Прудкин был артист более высокого класса. <…> В доефремовский период играл он очень много, но в семидесятые годы начал болеть и умер неожиданно в 1979 году, когда ему было 75 лет. Его учениками были Доронина, Басилашвили, Евстигнеев, Михаил Козаков, учеников он любил и следил всё время, как складывается их судьба».
А вот как вспоминал о Массальском Олег Ефремов:

«В ту пору, когда я близко его узнал, сначала в бытность мою студентом Школы-студии, а потом и по совместной работе в Художественном театре, именно Масальский представился мне тем человеком, который вносил в коллектив своеобразный душевный настрой. Внутренний свет, горевший в нём, помогал настроиться на светлый лад другим. В его присутствии, казалось, становилось радостнее и легче. <…> Павел Владимирович не стеснял нас ни в чём, не ограничивал наших неумелых ещё попыток и сразу вёл на гротеск — линию неимоверную, но оправданную. <…> Ему удавалось незаметно стереть возрастные границы, существовавшие между нами. Понятно, как нас всё это трогало. Может быть, именно тогда я впервые ощутил тот особенный душевный свет, который всегда нёс в себе Павел Владимирович, и то сердечное тепло, которое он так щедро дарил людям».
Евгений Евстигнеев вспоминал о своём учителе:

Павел Владимирович Массальский сыграл огромнейшую роль в моей актёрской судьбе. Если бы не он, всё могло бы быть по-другому: я не имел бы и той творческой среды, в которой нахожусь уже много лет, и тех друзей — больших актёров, — которые влияли на меня, помогали определиться моему актёрскому сознанию. <…> Павел Владимирович обладал редким умением создавать в нашем коллективе такой микроклимат, в котором любой из нас мог полностью раскрыться и каждый чувствовал себя легко и свободно. Мы воспринимали его не как учителя, а как человека близкого: ему можно было довериться во всём. Он внушал нам: служить в искусстве — это значит не просто быть на сцене, а быть художником, который думает о жизни и препарирует её явления, ведёт с людьми доверительный разговор. И люди в свою очередь начинают думать не о том, как актёр играет свою роль, а о том, что он хочет сказать ею, начинают понимать его «второй план».

## Звания и награды
- Заслуженный артист РСФСР (1938)
- Народный артист РСФСР (26.10.1948)
- Народный артист СССР (30.01.1963)[22]
- Сталинская премия первой степени (1952) — за исполнение роли Василия Леонидовича Звездинцева в спектакле «Плоды просвещения» Л. Н. Толстого
- Орден Ленина (2.09.1974) — за большие заслуги в развитии советского театрального искусства и в связи с 70-летием со дня рождения[17][23]
- Два ордена Трудового Красного Знамени (26.10.1948[24], 1964)
- Медаль «За доблестный труд в Великой Отечественной войне 1941—1945 гг.»
- Медаль «В память 800-летия Москвы»